# 25-й Вирджинский пехотный полк
25-й Вирджинский пехотный полк (англ. The 25nd Virginia Volunteer Infantry Regiment) — формирование (пехотный полк), набранный в штате Вирджиния во время Гражданской войны в США.
Полк сражался почти исключительно в составе Северо-Западной армии и Северовирджинской армии.
Полк участвовал во всех сражениях Сверовирджинской армии от первого (при Филиппи) до последнего (при Аппоматтоксе).

## История
25-й Вирджинский был сформирован в начале лета 1861 года. Его роты были набраны в округах Апшер, Огаста, Хайланд, Бат, Пендлетон и Рокбриддж. В июле 1861 года после сражения при Рич-Маунтин, многие солдаты полка оказались в плену из-за капитуляции полковника Джона Пеграма.
Весной 1862 года к полку присоединили 9-й Вирджинский батальон размером в четыре роты, которым командовал подполковник Джордж Хэнсборо. Летом того же года полк был включён в бригаду Арнольда Элзи, который был ранен при Гэинс-Милл и командование бригадой принял Джубал Эрли. Под его командованием бригада сражалась при Малверн-Хилл, при Кедровой горе, во втором сражении при Бул-Ране и сражении при Энтитеме (где полк потерял 3 человека убитыми и 20 ранеными).
В ходе сражения при Фредериксберге полк участвовал в атаке прорвавшейся дивизии Мида, потеряв 1 человека убитым и 13 ранеными. После сражения Эрли был повышен до дивизионного командование, а бригаду передали Джону Джонсу и перевели в дивизию Колстона. В апреле 1863 года 25-й Вирджинский вместе с 21-м Вирджинским был отправлен в долину Шенандоа и из-за этого не участвовал в сражении при Чанселорсвилле.